# Landkreis Annaberg
Landkreis Annaberg is een voormalig Landkreis in de Duitse deelstaat Saksen. Het had een oppervlakte van 438,17 km² en een inwoneraantal van 81.438 (31-12-2007).

## Geschiedenis
Bij de herindeling van Saksen in 2008 is Annaberg samen met het voormalige Landkreis Aue-Schwarzenberg, Stollberg en Mittleren Erzgebirgskreises opgegaan in het nieuwe Erzgebirgskreis.

## Steden en gemeenten
De volgende steden en gemeenten lagen in het Landkreis:
| Steden | Gemeenten |
| --- | --- |
| - Annaberg-Buchholz - Ehrenfriedersdorf - Elterlein - Geyer - Jöhstadt - Oberwiesenthal - Scheibenberg - Schlettau - Thum | 1. Bärenstein 2. Crottendorf 3. Gelenau/Erzgeb. 4. Königswalde 5. Mildenau 6. Sehmatal 7. Tannenberg 8. Thermalbad Wiesenbad |

Daarnaast lagen er 3 zogenaamde Samenwerkingsverbanden (Verwaltungsgemeinschäfte) in het district, namelijk:
- Verwaltungsgemeinschaft Bärenstein (bestaande uit: Bärenstein, Königswalde)
- Verwaltungsgemeinschaft Geyer (bestaande uit: Elterlein, Geyer, Tannenberg)
- Verwaltungsgemeinschaft Scheibenberg-Schlettau (bestaande uit: Scheibenberg, Schlettau)